# 月石光鰓魚
月石光鰓魚（學名：Chromis tingting），又稱月石光鰓雀鯛，是輻鰭魚綱鱸形目雀鯛科光鰓魚屬的其中一種，分布於西北太平洋日本及韓國海域，深度30至50公尺，本魚體呈卵圓形且側扁，成魚體色為銀白色，胸鰭基部有一個大黑點，一直延伸到腋下；稚魚頭部和身體為銅色到銀灰色，背部覆蓋著綠藍色金屬光澤，虹膜淡藍色至灰色，背緣為亮金屬藍色，胸鰭基底腋有大黑點，尾柄後面灰黃色至亮黃色，背鰭亮黃色，較大幼魚的硬棘基部呈灰黃色、臀鰭亮黃色、尾鰭基部呈亮黃色，小型幼魚的其餘鰭呈透明狀，較大幼魚的黃色區域變得更廣泛以覆蓋大部分鰭，胸鰭透明，腹鰭呈灰色透明狀，邊緣呈淡藍色，背鰭硬棘14枚、背鰭軟條13-14枚、臀鰭硬棘2枚、臀鰭軟條12枚，體長可達9.9公分，棲息在礁石區，以浮游生物為食，繁殖期時成對出現，雄魚會守護卵直到孵化，生活習性不明。